# Liste der Bodendenkmale in Rohrberg (Altmark)
In der Liste der Bodendenkmale in Rohrberg (Altmark) sind alle Bodendenkmale der Gemeinde Rohrberg und ihrer Ortsteile aufgelistet. Grundlage ist die Auflistung von Johannes Schneider aus dem Jahr 1986. Die Baudenkmale sind in der Liste der Kulturdenkmale in Rohrberg (Altmark) aufgeführt.
| Denkmal-ID | Fundart             | Ortsteil  | Bezeichnung            | Zeitstellung | Lage                                    | Bemerkungen                                            | Bild |
| ---------- | ------------------- | --------- | ---------------------- | ------------ | --------------------------------------- | ------------------------------------------------------ | ---- |
| ?          | Grabmal > Grabhügel | Bierstedt | Megalithgrab           | Neolithikum  | Im Feld, nordwestlich des Orts (Lage)   |                                                        |      |
| ?          | Befestigung         | Bierstedt | Landwehr „Landgraben“  |              | Zwischen Bierstedt und Peckensen (Lage) | 3 km lang, quer durch den Wald von NNW in SSO-Richtung |      |
| ?          | Befestigung > Burg  | Bierstedt | Abgetragene Burganlage |              | Südsüdöstlich des Orts ()               |                                                        |      |
| ?          | Grabmal > Grabhügel | Stöckheim | Megalithgrab           | Neolithikum  | Südlich der Straße nach Lüdelsen (Lage) |                                                        |      |